# Bandes françaises
 (octobre 2024).
Les bandes françaises, également appelées bandes de Picardie, bandes picardes ou bandes en deçà des monts, sont, en France, les premières unités de fantassins permanentes et soldées créées en 1479 par Louis XI, copiées sur le modèle des bandes suisses.

## Historique

### Les Franc-archers
En 1480, des trêves venaient d'être signées avec Édouard IV, roi d'Angleterre, avec François II de Bretagne, duc de Bretagne, et avec Maximilien qui avait épousé Marie de Bourgogne l'héritière de Charles le Téméraire duc de Bourgogne. Le moment étant favorable, Louis XI réunit, au printemps de 1480, en Picardie 10 000 aventuriers et 2 500 pionniers, destinés à remplacer la milice des francs-archers et à être entretenus d'une manière permanente et relevant directement du commandement du roi en n'étant pas une troupe d'un de ses vassaux .
Cette nouvelle infanterie est envoyée au camp du Pont-de-l'Arche, où le roi traite avec les cantons pour une levée de 6 000 hommes des bandes suisses, commandés par Guillaume de Diesbach afin de servir de modèles aux bandes françaises.
Philippe de Crèvecœur, sire d'Esquerdes, est chargé par lettres du 9 octobre 1480 du commandement et de la formation de la nouvelle milice de hallebardiers et de piquiers.

### Les Bandes françaises picardes
Les Suisses formèrent les hommes de pied français qui apprirent les mouvements, les formations usités dans la seule infanterie qu'il y avait en Europe, à cette époque. Ils apprirent à combiner leur tactique avec celle de la cavalerie et de l'artillerie et à observer la discipline avec autant de rigueur que s'ils étaient en campagne.
- En 1483, les nouvelles Bandes françaises furent chargées de la garde et de la défense des frontières du Nord, principalement en Picardie et en Artois. Voilà pourquoi cette première infanterie régulière et permanente devint les bandes de Picardie.
- De 1484 à 1493, les provinces du Nord furent attaquées par Maximilien en 1486, puis sous la régence d'Anne de Beaujeu. Les Bandes picardes font échouer tous les efforts de l'ennemi durant la campagne de Flandre contre les Pays-Bas des Habsbourg où ils se trouvent, en 1489, au siège de Saint-Omer et au siège de Thérouanne avant d'être engagés dans la guerre folle.

### Autres bandes françaises: de Piémont, de Champagne
- En 1494, 4 000 hommes des bandes picardes partent pour les guerres d'Italie. Ce sont les premières bandes au delà les monts.
- Au début du XVIe siècle, d'autres bandes françaises furent levées pour ces guerres d'Italie. Afin de les différencier des premières, postées principalement en Picardie, elles prirent le nom de Bandes de Picardie ou Bandes en deçà des monts et les secondes de Bandes au-delà des monts également connues sous le nom de bandes de Piémont.
- En 1521, le Roi alors en déplacement à Dijon charge François de Bourbon, comte de Saint-Pol, capitaine général des Bandes françaises, de défendre les frontières de la Champagne.

Le comte de Saint-Pol envoi alors 6 000 hommes, qui sont l'origine des Bandes de Champagne, pour la défense de Mézières alors menacée par Charles Quint.
- En 1522, les Bandes Picardes sont appelées pour la défense de Boulogne et du comté d'Oye.

La même année, François de Montgommery, seigneur de Lorges, capitaine-général des bandes deçà les monts, est envoyé avec une partie de ces bandes, qui formeront les Bandes de Piémont, au secours de Gênes. Arrivées en Italie ces bandes y restent.
- En 1527, quatre autres bandes françaises, sous les ordres de Charles de Coucy, seigneur de Burie, sont envoyées en renfort au-delà des Alpes et rejoignent les Bandes de Piémont.
- Les bandes restées en Picardie sont essentiellement chargées de la défense de la province jusqu'à la paix des Dames en août 1529.
- En 1535, les bandes françaises sont à la défense de Péronne et
- En 1537, durant la révolte de Gand contre Charles Quint elles sont au sièges d'Hesdin et de Saint-Pol.
- En 1542, lors de la neuvième guerre d'Italie, les Bandes picardes partent à la conquête du duché de Luxembourg alors aux mains de Charles Quint. Elles resteront en Italie et participeront notamment à la bataille de Cérisoles en 1544.

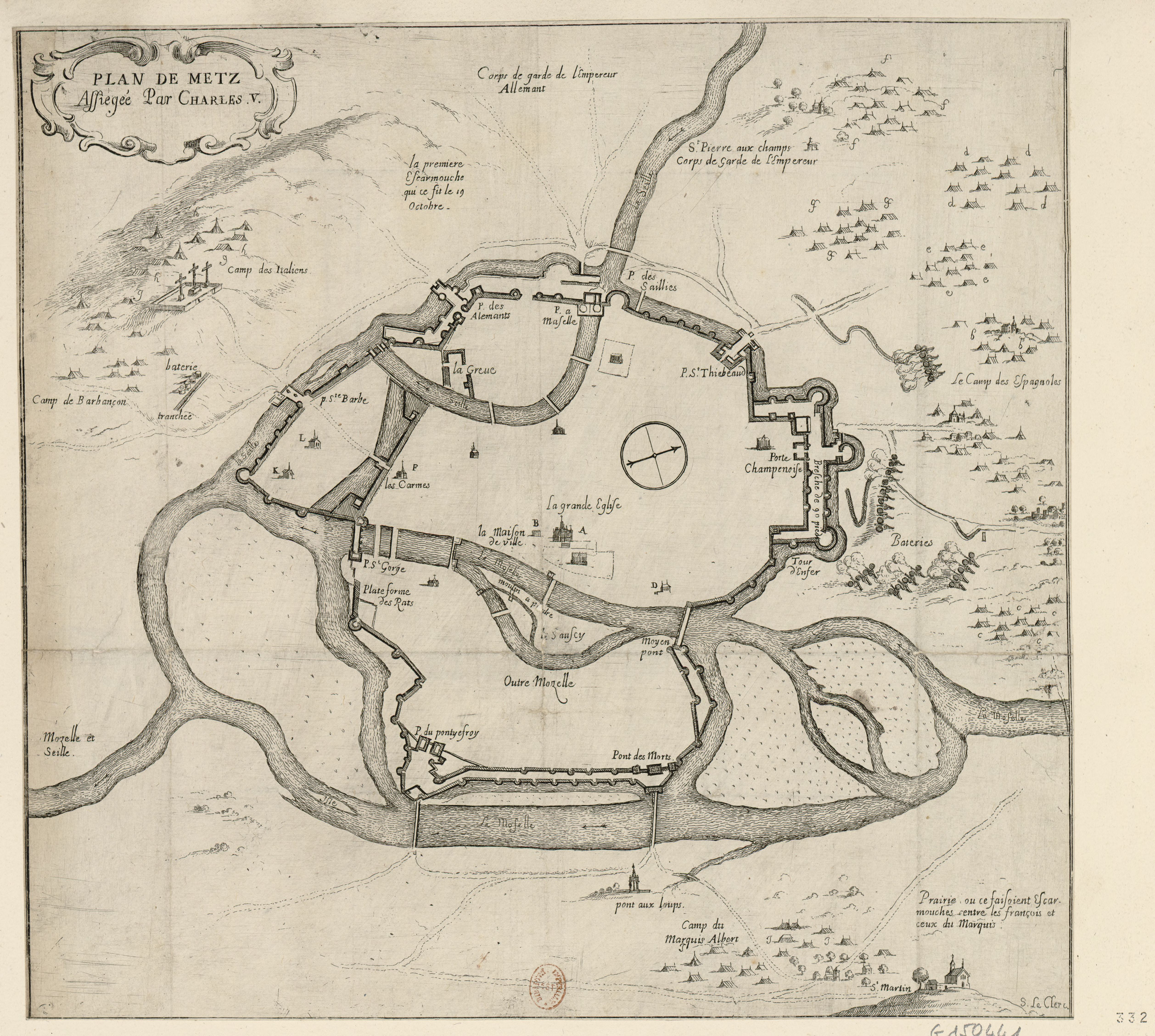
Plan de Metz assiégé par Charles Quint.

- En 1543, les Bandes picardes sont dans les combats et batailles pour le comté d'Artois et la défense de Landrecies (Landrecies).
- En 1544, on retrouve les Bandes picardes aux défenses de Boulogne, de Montreuil et de Saint-Dizier.

Sous les règnes de François Ier et de Henri II les Bandes de Picardie et Bandes en deçà des monts deviennent de plus en plus importantes.

### Subdivision de Bandes de Picardie en autres bandes provinciales
Les bandes de Picardie sont alors subdivisées en plusieurs bandes telles que bandes de Champagne, bandes de Normandie, bandes de Bretagne, bandes de Boulogne, bandes d’Écosse, etc., prenant le nom des provinces-frontières où elles ont leurs quartiers.
- C'est ainsi qu'en 1551, quelques bandes picardes passent en Italie avec Blaise de Monluc dans le cadre de la dixième guerre d’Italie.
- En 1552, les bandes de Picardie s'emparent des villes impériales de Metz, de Toul et de Verdun, qu'on appelle les Trois-Évêchés, puis ils défendent Metz contre les troupes impériales.
- En 1557, pour la onzième guerre d'Italie, plusieurs bandes d'en deçà les monts partent pour l'Italie sous les ordres du duc de Guise chargé de reprendre Naples aux Espagnols.
- En France de 1557 à 1559 on trouve les bandes de Picardie à la bataille de Saint-Quentin, aux sièges de Calais, de Dunkerque et de Bergues, à la bataille de Gravelines et au siège de Thionville.
- En 1561, une partie de ces bandes s’enrégimente pour former les régiments de Richelieu et de Sarlabous Aîné.
- En 1562, sous le règne de sous Charles IX, création des Bandes de Normandie.
- Le 1er août 1563, cette institution régimentaire est dissoute. Cette disparition se fera toutefois sur plusieurs années.
- Le 27 septembre 1567, 47 enseignes[Note 1] des bandes de Picardie sont incorporées dans le régiment de Strozzi également appelé régiment colonel Strozzi qui est formé le 28 septembre 1567.
- Le reste des bandes demeure en garnison à l'état de compagnies franches puis s’incorpore dans de nouveaux régiments, en formant ainsi leur noyau dur, dont le principal est le régiment de Picardie.

Cette incorporation ne s'achèvera totalement qu'au milieu du XVIIe siècle.

## Colonels généraux
- 1521 : François de Bourbon, comte de Saint-Pol, capitaine général par commission.
- 1523 : François de Montgommery, seigneur de Lorges, capitaine-général par commission.
- 1527 : Charles de Coucy, seigneur de Burie, capitaine-général.
- 1er octobre 1544 : Jean de Thais, capitaine et colonel-général par commission.
- 29 avril 1547 : Gaspard de Châtillon, comte de Coligny, colonel-général en titre d'office.
- 17 août 1556 : François de Châtillon, seigneur d'Andelot, colonel-général en titre d'office.
- Du 1er juin 1558 au 3 avril 1559 : Blaise de Lasseran-Massencôme, seigneur de Montluc, colonel-général intérimaire.
- Du 28 avril 1562 au 4 novembre 1562 : Charles de La Rochefoucauld, comte de Randan, colonel-général intérimaire. Il fut tué le 4 novembre 1562 lors du siège de Rouen.
- Du 5 novembre 1562 au 19 mars 1563 : Sébastien de Luxembourg-Penthièvre, baron de Martigues, colonel-général intérimaire.
- 28 septembre 1567 : Philippe Strozzi, colonel-général intérimaire.
- 28 mai 1569 : Philippe Strozzi, devient colonel-général en titre d'office ainsi que pour toute l'infanterie française.
- 15 septembre 1581 : Jean-Louis de Nogaret, duc d'Épernon, colonel-général.
- 1er juin 1610 : Bernard de Nogaret de La Valette, duc d'Épernon, colonel-général en survivance de son père.
- 1641 : Bernard de Nogaret de La Valette, duc d'Épernon, colonel-général en titre.
- 20 juin 1649 au 26 juillet 1661 : Louis-Gaston de Nogaret d'Épernon, duc de Foix-Candalle colonel-général en survivance de son père.
- Le 26 juillet 1661, la charge de colonel général de l'infanterie française est abolie.